# Pantelis Prevelakis
Pantelis Prevelakis (Rethymno, 18 de febrero de 1909 - Atenas, 15 de marzo de 1986) fue un escritor cretense y profesor de Historia del Arte en la Escuela Superior de Bellas Artes. Cultivó prácticamente todos los géneros literarios, componiendo obras en prosa, verso y teatrales. Tradujo un gran número de textos de las principales lenguas europeas. También destacó en el ensayo y la redacción de trabajos académicos sobre la historia del arte, especialmente el arte del Renacimiento italiano. Sin embargo, es sobre todo conocido como uno de los  representantes más importantes de la prosa de la Generación del 30. Fue amigo íntimo de Nikos Kazantzakis.

## Biografía
Nació en febrero de 1909 en Rétino. Allí vivió hasta los 17 años. En 1926 se trasladó a Atenas y se matriculó en la Facultad de Derecho de la Universidad de Atenas. En 1928 se cambió a la Facultad de Filosofía y en 1930 se marchó a estudiar a París. Allí se licenció en la Escuela de Letras de la Sorbona y en el Instituto de Arte y Arqueología.
Desde aproximadamente 1930 fue amigo y agente del novelista y poeta Nikos Kazantzakis, y escribió una biografía de él.
En 1938 publicó lo que probablemente sea su obra más conocida, La crónica de una ciudad (Το χρονικό μιας Πολιτείας, 1937), una descripción nostálgica de Rethymno del periodo 1898-1924.
De 1939 a 1975 fue profesor de historia del arte en la Academia de Artes de Atenas. En 1939 publicó una novela histórica, La muerte de los Medici.
Después de la Segunda Guerra Mundial apareció su Miserable Creta: una crónica del levantamiento de 1866 (1945); a la que siguió la trilogía, El cretense (1948-1950) (edición revisada de 1965), que se refiere a los eventos entre 1866 y 1910 e introduce personajes históricos como Venizelos. En 1959 sacó El sol de la muerte, en el que un niño llega a un acuerdo con la mortalidad humana.
También escribió cuatro obras de teatro, todas basadas en temas históricos.
Prevelakes murió en Ekali Attica el 15 de marzo de 1986. Su tumba se encuentra en Rethymno, en un cementerio cerca de la cima de la colina en la calle Kazantzakis. Hay una estatua de él frente al Ayuntamiento de Rethymno.